# Centropus anselli
El cucal de Gabón (Centropus anselli) es una especie de ave cuculiforme de la familia Cuculidae que vive en el oeste de África Central.

## Distribución y hábitat
Se encuentra en Gabón, Guinea Ecuatorial, República del Congo, oeste de República Democrática del Congo, sur de Camerún y República Centroafricana y norte de Angola.